# El Fuerte (gemeente)
El Fuerte is een gemeente in de Mexicaanse deelstaat Sinaloa. De hoofdplaats van El Fuerte is El Fuerte. El Fuerte heeft een oppervlakte van 3.843 km² en 92.585 inwoners (census 2005).
Ahome · Angostura · Badiraguato · Choix · Concordia · Cosalá · Culiacán · Eldorado · Elota · Escuinapa · El Fuerte · Guasave · Juan José Ríos · Mazatlán · Mocorito · Navolato · Rosario · Salvador Alvarado · San Ignacio · Sinaloa